# Koninklijk Conservatorium Den Haag

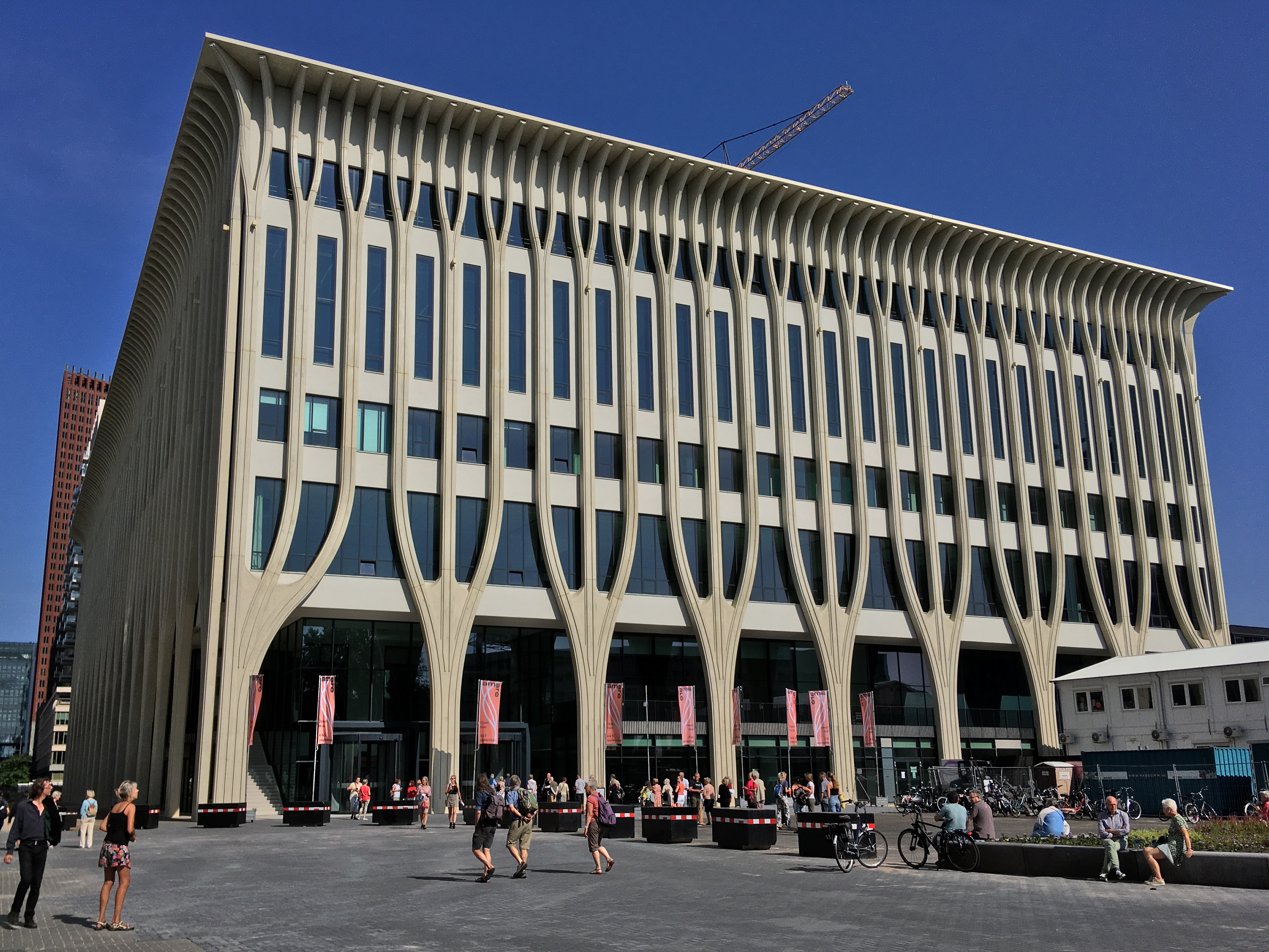
Neuer Standort des Koninklijk Conservatorium am Spuij

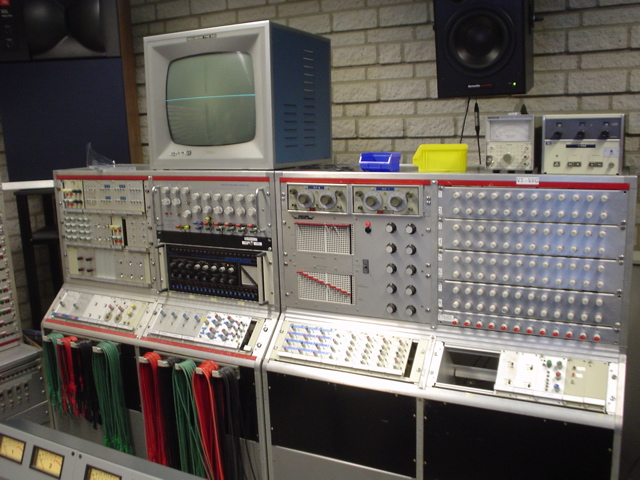
20-Kanal Vocoder am Koninklijk Conservatorium

Das Koninklijk Conservatorium (deutsch Königliches Konservatorium) in Den Haag, Niederlande, ist eine höhere Ausbildungsstätte (Fachhochschule) für Musik und Tanz. Es wird zu den führenden Musikinstitutionen des Landes gezählt.
Das Konservatorium wurde 1826 von König Wilhelm I. gegründet. 1990 fusionierte das Königliche Konservatorium mit der Koninklijke Academie van Beeldende Kunsten (Königliche Akademie der Bildenden Künste) zur Hogeschool van Beeldende Kunsten, Muziek en Dans (Hochschule für Bildende Künste, Musik und Tanz) und bildet nun deren Fakultät Musik und Tanz. Unter anderem besteht eine Zusammenarbeit mit dem Kröller-Müller Museum. Das Konservatorium ist einer der Partner der Hochschule für Musik und Theater „Felix Mendelssohn Bartholdy“ Leipzig.
Das Konservatorium bietet Bachelor- und Master-Studiengänge auf den Gebieten Musik der europäischen Klassik, Alte Musik, Jazz, Sonologie (Schall- und Klangwissenschaft), Bild und Ton/Kunstwissenschaft, Tontechnik (art of sound), musikalische Komposition, Ballett, Oper, Creative Arts und Darstellende Kunst. Außerdem gibt es Professuren für „Lebenslanges Musiklernen“ und für „Artistry21“ (Konzertartistik im 21. Jahrhundert) sowie einen Master-Studiengang Musikpädagogik.

## Bekannte Lehrer und Absolventen
- Johann Heinrich Lübeck (1799–1865)
- Alfred Julius Becher (1803–1848)
- Hendrik Andriessen (1892–1981)
- Kees van Baaren (1906–1970)
- Ack van Rooyen (1930–2021)
- Clarence Becton (1933–2022)
- Frans Brüggen (1934–2014)
- Jan van Vlijmen (1935–2004)
- Louis Andriessen (1939–2021)
- Hebe Dijkstra (1941)
- Jeanne Lee (1939–2000)
- Konrad Boehmer (1941–2014)
- Clarence Barlow (1945–2023)
- Bob van Asperen (* 1947)
- Wilbert Hazelzet (* 1948)
- Roland Wilson (* 1951)
- Enrico Gatti (* 1955)
- Philippe Pierlot (* 1958)
- Lech Antonio Uszynski (* 1986)
- Kristoffer Zegers (1973)
- John Ruocco (1952–2025)